# Wilhelm IV. von Eberstein

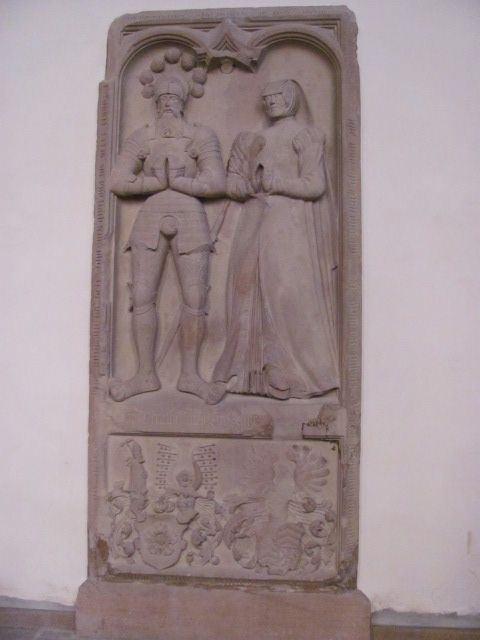
Epitaph für Wilhelm IV. von Eberstein und Johanna von Hanau-Lichtenberg in der St. Jakobskirche Gernsbach

Graf Wilhelm IV. von Eberstein (* 3. Mai 1497; † 1. Juli 1562) stammt aus dem schwäbischen Adelsgeschlecht Eberstein. Sein Vater Bernhard III. (1459–1526) war von 1510 bis 1520 Präsident des Reichskammergerichts; seine Mutter war Gräfin Kunigunde von Waldburg-Sonnenberg (1482–1538). 
Er heiratete am 6. November 1522 Gräfin Johanna von Hanau-Lichtenberg (* 1507; † 1572), die älteste Tochter des Grafen Philipp III. von Hanau-Lichtenberg (* 1482; † 1538) und der Markgräfin Sibylle von Baden (* 1485; † 1518). Aus dieser Ehe gingen hervor:
1. Philipp II. (* 1523; † 11. September 1589 in Remlingen), kaiserlicher Rat, Oberster Hauptmann und Landvogt im Oberelsass, verheiratet mit Johanna de Bailleul, Dame de Douxlieu († 12. April 1565). Philipp wurde 1577 wegen „Wahnsinns“ unter Vormundschaft gestellt.
2. Anna (* 1524; † 1546)
3. Elisabeth (* 1526; † 1555)
4. Felizitas (* 1527; † 1565), Äbtissin des Kanonissenstifts Gerresheim
5. Kunigunde (* 1528; † 13. Juli 1575), verheiratet mit Graf Froben Christoph von Zimmern (* 1519; † 1566)
6. Wilhelm (* 1529; † 3. Juni 1561), Domherr in Straßburg (dort später auch Domkantor und Domdechant) und Köln
7. Sibylla (* 1531; † 1589), verheiratet mit Graf Markus Fugger (* 1529; † 18. Juni 1597).[2]
8. Bruno (* 1532)
9. Otto (* 1533; † 4. Dezember 1576), ertrunken in Antwerpen. Er war zunächst Domherr in Straßburg und wurde dann weltlich, später kaiserlicher Rat und Oberst.
10. Anna (* 1536; † 1537)

Auch Wilhelm IV. war – wie sein Vater – von 1546 bis 1555 Präsident des Reichskammergerichts. Mehrfach werden er und seine Frau in der Zimmerischen Chronik erwähnt, deren Autor, Graf Froben Christoph von Zimmern, sein Schwiegersohn war.
Wilhelm führte in der Grafschaft Eberstein 1556 offiziell die Reformation ein. Inoffiziell hatte er die evangelische Lehre schon lange zuvor gefördert. Als Burgherr war er für die bedeutende Erweiterung von Burg Neu-Eberstein verantwortlich. Ein Epitaph für Wilhelm und Johanna, das sie gemeinsam darstellt, ist in der St. Jakobskirche von Gernsbach erhalten.

## Verweise
1. ↑  Goltzené, S. 65
2. ↑  Lötzsch, S. 7ff.
3. ↑  Siegfried Diemer, Evang[elische] St. Jakobskirche Gernsbach (Ein Rundgang) = Schnell Kunstführer 1171, München 1984, S. 14, 16; Lötzsch, S. 8; Reformation im Murgtal, Cornelia Renger-Zorn.

| Personendaten    | Personendaten                                     |
| ---------------- | ------------------------------------------------- |
| NAME             | Eberstein, Wilhelm IV. von                        |
| KURZBESCHREIBUNG | Graf von Eberstein, Reichskammergerichtspräsident |
| GEBURTSDATUM     | 3. Mai 1497                                       |
| STERBEDATUM      | 1. Juli 1562                                      |